# Landersheim
Landersheim település Franciaországban, Bas-Rhin megyében. Lakosainak száma 191 fő (2022. január 1.). Landersheim Friedolsheim, Maennolsheim, Rohr, Saessolsheim, Westhouse-Marmoutier, Willgottheim és Zeinheim községekkel határos.

## Népesség
A település népességének változása:
| Lakosok száma | 205  | 208  | 206  | 199  | 194  | 193  | 191  | 190  | 191  |
|               | 2013 | 2015 | 2016 | 2017 | 2018 | 2019 | 2020 | 2021 | 2022 |